# Rosa Cendón
Rosa Cendón   (Centelles, 1972) és una treballadora social i pedagoga catalana, reconeguda pel seu activisme contra el tràfic de persones.

## Biografia
Cendon va formar-se en treball social i pedagogia social. Ben aviat, el 1995, va incorporar-se a l'obra social de les Adoratrius, atenent menors de tutelats per la Direcció General d'Atenció a la Infància i l'Adolescència. L'any 2002 passa al programa SICAR d'Adoratrius, treballant amb dones en risc d'exclusió social víctimes del tràfic de persones. Arribaria a ocupar els càrrecs de portaveu i coordinadora de relacions internacionals.
L'any 2014 va crear la fundació Cor Blau Cat, amb la missió de promoure la feina de l'Organització de les Nacions Unides contra el tràfic d'éssers humans. La tasca de l'entitat és la de procurar aliances entre els ajuntaments catalans i l'ONU, per tal que els consistoris n'aportin fons públics. En la dècada del 2020 s'incorpora a la Generalitat de Catalunya, com a tècnica de la Conselleria d'Igualtat i Feminismes.

## Reconeixements

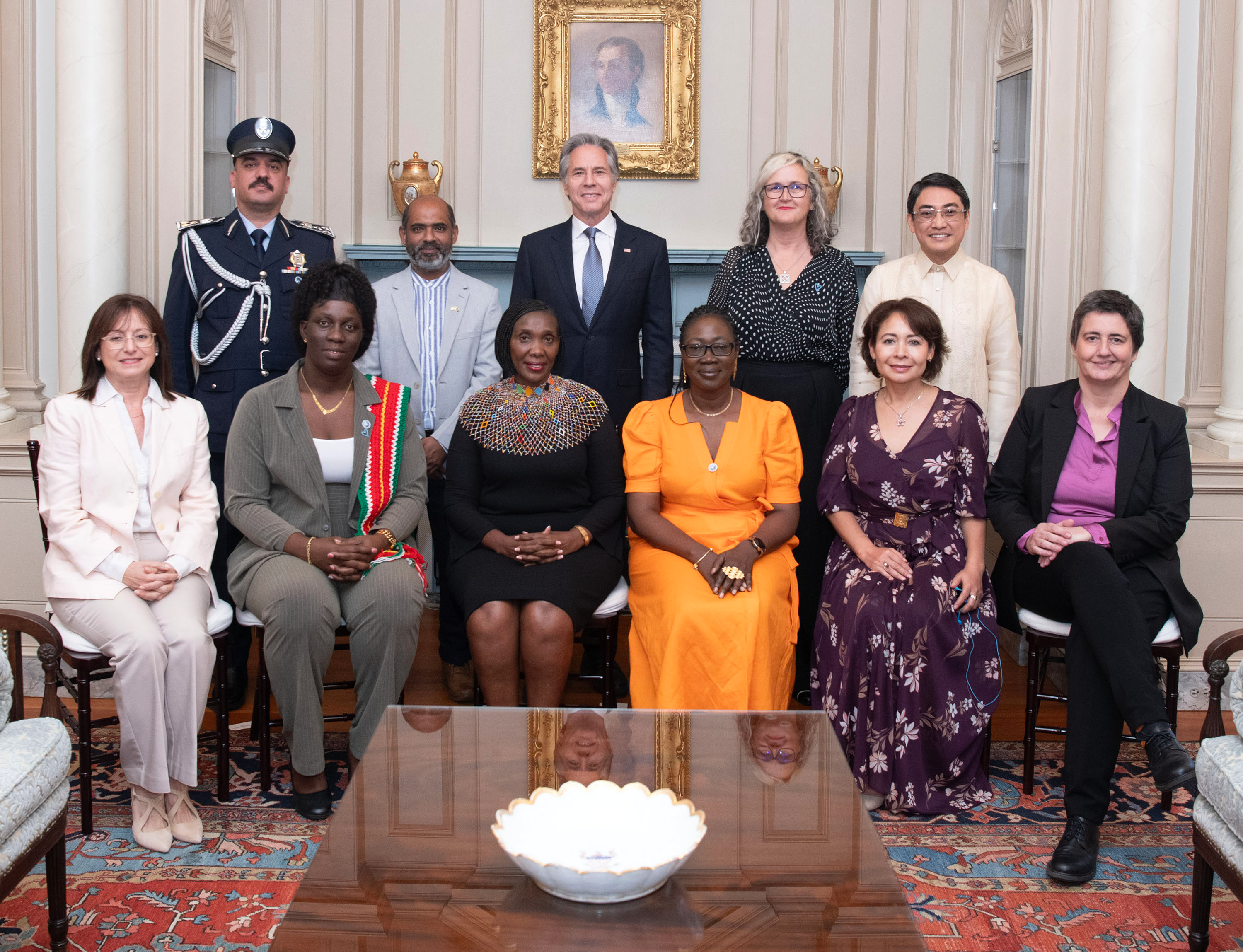
El secretari d'estat Antony Blinken amb els TIP Report Heroes de 2024.

L'any 2024, el Departament d'Estat dels Estats Units d'Amèrica va incloure-la en la llista de 10 guardonats amb el premi TIP Report Heroes, per la seva carrera contra el tràfic i l'explotació de persones.
Va ser una de les finalistes al premi Osonenc de l'any 2024, atorgat pel diari El 9 Nou. L'ajuntament de Centelles va aprovar el 2025 una moció per donar suport a la candidatura de Cendón per ser condecorada amb la Creu de Sant Jordi.